# Grand Prix Formule 1 van België 2011

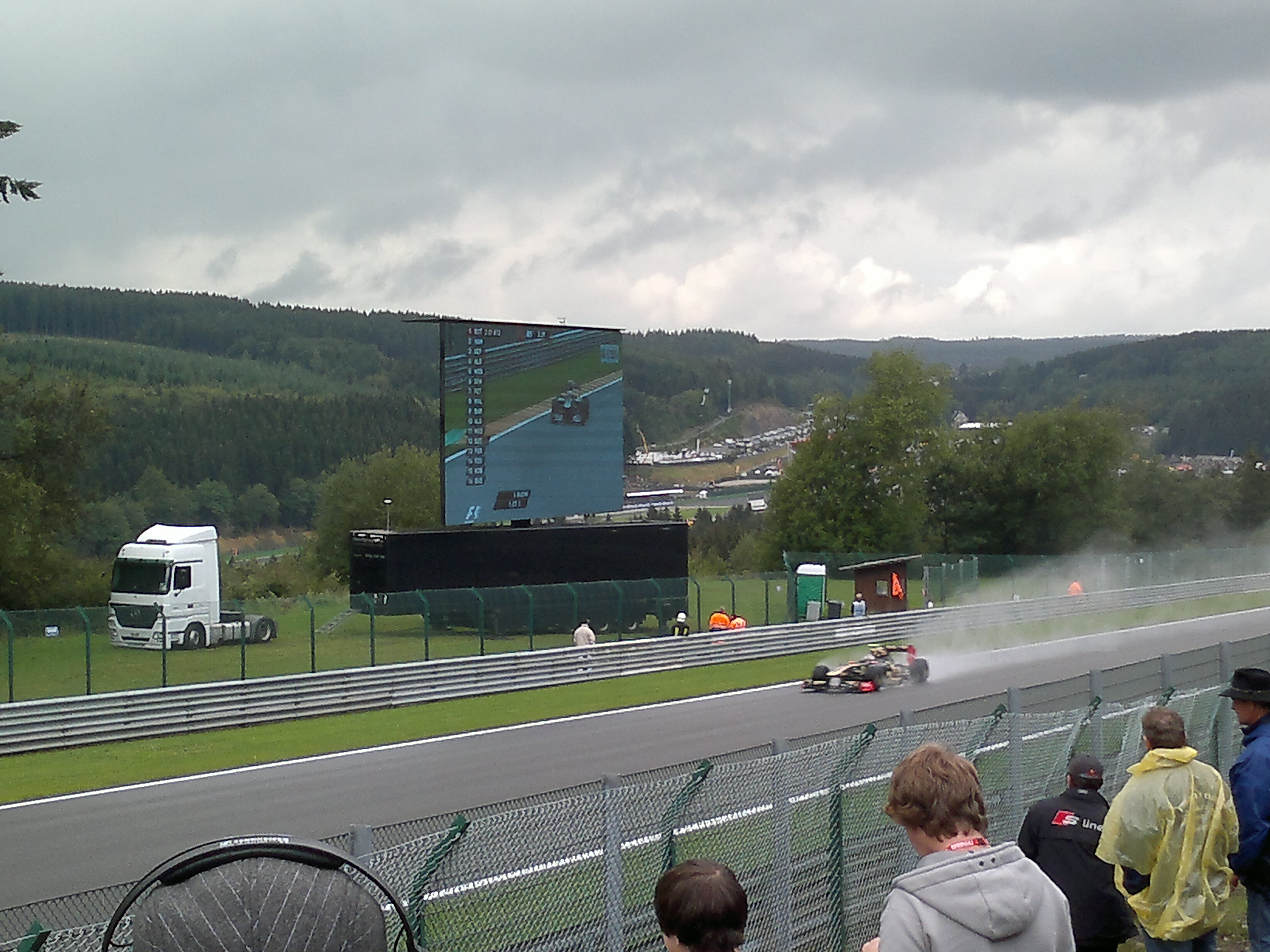
Bruno Senna reed voor het eerst in de Lotus-Renault en bekroonde dit met een knappe zevende plaats in de kwalificatie.

De Grand Prix Formule 1 van België 2011 werd gehouden op 28 augustus 2011 op Spa-Francorchamps. Het was de twaalfde race uit het kampioenschap.

## Wedstrijdverloop

### Achtergrond
De FIA verbood het gebruik van DRS tussen de ingang van La Source en de top van de heuvel na Eau Rouge, omdat veel coureurs dit niet veilig vonden.
Nadat Bruno Senna een vrije training reed in Hongarije, stapte hij vanaf deze race in de bolide van Lotus Renault als vervanger van Nick Heidfeld, die niet aan de verwachtingen van het team had voldaan.
Dit raceweekend markeerde ook de twintigste verjaardag van het debuut van Mercedes-coureur Michael Schumacher in de Formule 1. Ter gelegenheid hiervan droeg hij dit raceweekend een gouden helm.

### Kwalificatie
Sebastian Vettel van het team Red Bull Racing behaalde zijn negende poleposition van het seizoen. McLaren-coureur Lewis Hamilton startte als tweede, maar kreeg wel een reprimande voor het opzettelijk botsen met Williams-rijder Pastor Maldonado, die voor straf vijf plaatsen in de startopstelling werd teruggezet. Vettels teamgenoot Mark Webber bemachtigde de derde startplaats. Michael Schumacher was na ruim een minuut in Q1 al klaar met zijn kwalificatie, omdat een monteur zijn achterwiel niet goed had gemonteerd. 'Schumi' startte hierdoor als 24e, zijn slechtste startpositie ooit. Ook Force India-rijder Adrian Sutil crashte in de kwalificatie, waardoor hij als vijftiende moest starten. Hierdoor werd de kwalificatie ook korte tijd stilgelegd. McLaren-rijder Jenson Button timede verkeerd in Q2, waardoor hij vanaf plaats dertien startte. Verder reden Toro Rosso-coureur Jaime Alguersuari, Bruno Senna en Sauber-rijder Sergio Pérez hun beste kwalificatie ooit, ze eindigden respectievelijk op de zesde, zevende en negende plaats. Tot slot realiseerden Virgin-rijder Jérôme d'Ambrosio, HRT-duo Vitantonio Liuzzi en Daniel Ricciardo en Michael Schumacher geen tijden binnen de 107%-norm, maar mochten in de race toch van start gaan, omdat ze in de vrije trainingen wel binnen de 107%-tijd waren gebleven.

### Race
Vettel won ook de race; het was alweer zijn zevende zege van het seizoen. Red Bull behaalde een 1-2, omdat Webber als tweede finishte. Button eindigde als derde en maakte het podium compleet. Teamgenoot Hamilton finishte de race niet door een crash met Sauber-coureur Kamui Kobayashi in ronde twaalf. Ferrari-rijder Fernando Alonso finishte als vierde, enkele plaatsen voor zijn teamgenoot Felipe Massa, die als achtste eindigde. Het Mercedes-duo Michael Schumacher en Nico Rosberg eindigde respectievelijk als vijfde en zesde. Sutil behaalde een zevende plaats voor Force India, Vitali Petrov werd negende voor Renault en Maldonado behaalde zijn eerste punt met een tiende positie.

## Kwalificatie
| Pos.                | Nr. | Coureur            | Constructeur         | Kwalificatietijden | Kwalificatietijden | Kwalificatietijden | Grid |
| Pos.                | Nr. | Coureur            | Constructeur         | Q1                 | Q2                 | Q3                 | Grid |
| ------------------- | --- | ------------------ | -------------------- | ------------------ | ------------------ | ------------------ | ---- |
| 1                   | 1   | Sebastian Vettel   | Red Bull-Renault     | 2:03.029           | 2:03.317           | 1:48.298           | 1    |
| 2                   | 3   | Lewis Hamilton     | McLaren-Mercedes     | 2:03.008           | 2:02.823           | 1:48.730           | 2    |
| 3                   | 2   | Mark Webber        | Red Bull-Renault     | 2:02.827           | 2:03.302           | 1:49.376           | 3    |
| 4                   | 6   | Felipe Massa       | Ferrari              | 2:05.834           | 2:04.507           | 1:50.256           | 4    |
| 5                   | 8   | Nico Rosberg       | Mercedes             | 2:05.091           | 2:03.723           | 1:50.552           | 5    |
| 6                   | 19  | Jaime Alguersuari  | Toro Rosso-Ferrari   | 2:05.419           | 2:04.561           | 1:50.773           | 6    |
| 7                   | 9   | Bruno Senna        | Renault              | 2:05.047           | 2:04.452           | 1:51.121           | 7    |
| 8                   | 5   | Fernando Alonso    | Ferrari              | 2:04.450           | 2:02.768           | 1:51.251           | 8    |
| 9                   | 17  | Sergio Pérez       | Sauber-Ferrari       | 2:06.284           | 2:04.625           | 1:51.374           | 9    |
| 10                  | 10  | Vitali Petrov      | Renault              | 2:05.292           | 2:03.466           | 1:52.303           | 10   |
| 11                  | 18  | Sébastien Buemi    | Toro Rosso-Ferrari   | 2:04.744           | 2:04.692           |                    | 11   |
| 12                  | 16  | Kamui Kobayashi    | Sauber-Ferrari       | 2:07.194           | 2:04.757           |                    | 12   |
| 13                  | 4   | Jenson Button      | McLaren-Mercedes     | 2:01.813           | 2:05.150           |                    | 13   |
| 14                  | 11  | Rubens Barrichello | Williams-Cosworth    | 2:05.720           | 2:07.349           |                    | 14   |
| 15                  | 14  | Adrian Sutil       | Force India-Mercedes | 2:06.000           | 2:07.777           |                    | 15   |
| 16                  | 12  | Pastor Maldonado   | Williams-Cosworth    | 2:05.621           | 2:08.106           |                    | 21   |
| 17                  | 20  | Heikki Kovalainen  | Lotus–Renault        | 2:06.780           | 2:08.354           |                    | 16   |
| 18                  | 15  | Paul di Resta      | Force India-Mercedes | 2:07.758           |                    |                    | 17   |
| 19                  | 21  | Jarno Trulli       | Lotus–Renault        | 2:08.773           |                    |                    | 18   |
| 20                  | 24  | Timo Glock         | Virgin–Cosworth      | 2:09.566           |                    |                    | 19   |
| 107% tijd: 2:10.339 |     |                    |                      |                    |                    |                    |      |
| 21                  | 25  | Jérôme d'Ambrosio  | Virgin–Cosworth      | 2:11.601           |                    |                    | 20   |
| 22                  | 23  | Vitantonio Liuzzi  | HRT–Cosworth         | 2:11.616           |                    |                    | 22   |
| 23                  | 22  | Daniel Ricciardo   | HRT–Cosworth         | 2:13.077           |                    |                    | 23   |
| 24                  | 7   | Michael Schumacher | Mercedes             | geen tijd          |                    |                    | 24   |

## Race
| Pos | No | Coureur            | Constructeur         | Rondes | Tijd/Oorzaak uitval | Grid | Punten |
| --- | -- | ------------------ | -------------------- | ------ | ------------------- | ---- | ------ |
| 1   | 1  | Sebastian Vettel   | Red Bull-Renault     | 44     | 1:26:44.893         | 1    | 25     |
| 2   | 2  | Mark Webber        | Red Bull-Renault     | 44     | +3.741              | 3    | 18     |
| 3   | 4  | Jenson Button      | McLaren-Mercedes     | 44     | +9.669              | 13   | 15     |
| 4   | 5  | Fernando Alonso    | Ferrari              | 44     | +13.022             | 8    | 12     |
| 5   | 7  | Michael Schumacher | Mercedes             | 44     | +47.464             | 24   | 10     |
| 6   | 8  | Nico Rosberg       | Mercedes             | 44     | +48.674             | 5    | 8      |
| 7   | 14 | Adrian Sutil       | Force India-Mercedes | 44     | +59.713             | 15   | 6      |
| 8   | 6  | Felipe Massa       | Ferrari              | 44     | +1:06.706           | 4    | 4      |
| 9   | 10 | Vitali Petrov      | Renault              | 44     | +1:11.917           | 10   | 2      |
| 10  | 12 | Pastor Maldonado   | Williams-Cosworth    | 44     | +1:17.615           | 21   | 1      |
| 11  | 15 | Paul di Resta      | Force India-Mercedes | 44     | +1:23.994           | 17   |        |
| 12  | 16 | Kamui Kobayashi    | Sauber-Ferrari       | 44     | +1:31.976           | 12   |        |
| 13  | 9  | Bruno Senna        | Renault              | 44     | +1:32.985           | 7    |        |
| 14  | 21 | Jarno Trulli       | Lotus-Renault        | 43     | +1 ronde            | 18   |        |
| 15  | 20 | Heikki Kovalainen  | Lotus-Renault        | 43     | +1 ronde            | 16   |        |
| 16  | 11 | Rubens Barrichello | Williams-Cosworth    | 43     | +1 ronde            | 14   |        |
| 17  | 25 | Jérôme d'Ambrosio  | Virgin-Cosworth      | 43     | +1 ronde            | 20   |        |
| 18  | 24 | Timo Glock         | Virgin-Cosworth      | 43     | +1 ronde            | 19   |        |
| 19  | 23 | Vitantonio Liuzzi  | HRT-Cosworth         | 43     | +1 ronde            | 22   |        |
| DNF | 17 | Sergio Pérez       | Sauber-Ferrari       | 27     | Ophanging           | 9    |        |
| DNF | 22 | Daniel Ricciardo   | HRT-Cosworth         | 13     | Vibratie            | 23   |        |
| DNF | 3  | Lewis Hamilton     | McLaren-Mercedes     | 12     | Ongeluk             | 2    |        |
| DNF | 18 | Sébastien Buemi    | Toro Rosso-Ferrari   | 6      | Schade ongeluk      | 11   |        |
| DNF | 19 | Jaime Alguersuari  | Toro Rosso-Ferrari   | 0      | Ongeluk             | 6    |        |

1925 · 1930 · 1931 · 1933 · 1934 · 1935 · 1937 · 1939 · 1947 · 1949 · 1950 · 1951 · 1952 · 1953 · 1954 · 1955 · 1956 · 1958 · 1960 · 1961 · 1962 · 1963 · 1964 · 1965 · 1966 · 1967 · 1968 · 1970 · 1972 · 1973 · 1974 · 1975 · 1976 · 1977 · 1978 · 1979 · 1980 · 1981 · 1982 · 1983 · 1984 · 1985 · 1986 · 1987 · 1988 · 1989 · 1990 · 1991 · 1992 · 1993 · 1994 · 1995 · 1996 · 1997 · 1998 · 1999 · 2000 · 2001 · 2002 · 2004 · 2005 · 2007 · 2008 · 2009 · 2010 · 2011 · 2012 · 2013 · 2014 · 2015 · 2016 · 2017 · 2018 · 2019 · 2020 · 2021 · 2022 · 2023 · 2024 · 2025 · 2026 · 2027 · 2029 · 2031